# دیوید ساور
دیوید ساور (انگلیسی: David Sawer؛ زادهٔ ۱۴ سپتامبر ۱۹۶۱) آهنگساز، و مربی موسیقی اهل بریتانیا است.
وی همچنین برندهٔ جوایزی همچون برنامه فولبرایت شده‌است.